# Rainer Schulz (Politiker)
Rainer Schulz (* 14. November 1958 in Schleswig) ist ein deutscher politischer Beamter (SPD). Er war von 2017 bis 2025 Staatsrat der Hamburger Behörde für Schule und Berufsbildung.

## Leben
Schulz absolvierte ein Studium der Betriebswirtschaftslehre, Erziehungswissenschaft, Sportwissenschaft und Blindenpädagogik, das er als Diplom-Handelslehrer mit dem ersten Staatsexamen an der Universität Hamburg abschloss. Nach einem Weiterbildungsstudium in Kiel und dem Vorbereitungsdienst für das Lehramt an berufsbildenden Schulen (Handelslehramt) 1985/86 in Hamburg legte er das zweite Staatsexamen ab.
Ab 1987 war Schulz als Studienrat an der Staatlichen Handelsschule für Blinde und Sehbehinderte in Hamburg tätig, deren Leiter er von 1992 bis 1997 war. Anschließend übernahm er von 1997 bis 2004 die Schulleitung der Staatlichen Fachschule für Sozialpädagogik I. Von 2004 bis 2008 wirkte Schulz als Oberschulrat am Landesinstitut für Lehrerbildung und Schulentwicklung. Als Senatsdirektor war er von 2008 bis 2016 Geschäftsführer des Hamburger Instituts für berufliche Bildung (HIBB). In dieser Funktion vertrat er Hamburg unter anderem im Bundesinstitut für Berufsbildung (BIBB) sowie bei der Kultusministerkonferenz.
Am 1. Januar 2017 trat Schulz die Nachfolge von Michael Voges als Staatsrat der Behörde für Schule und Berufsbildung an. In diesem Amt war Schulz auch Vorsitzender der Amtschefskommission für Qualitätsentwicklung in der Schule in der Kultusministerkonferenz (KMK) und Vorsitzender der Strukturkommission der KMK. Im Mai 2025 trat er in den Ruhestand ein.
Rainer Schulz ist verheiratet und hat erwachsene Kinder.